# روب كونواي
روب كونواي (بالإنجليزية: Rob Conway)‏ هو مصارع محترف أمريكي، ولد في 28 نوفمبر 1974 في نيو ألباني في الولايات المتحدة.

## وصلات خارجية
- روب كونواي على موقع CageMatch worker (الإنجليزية)
- روب كونواي على موقع عالم المصارعة على الإنترنت (الإنجليزية)
- روب كونواي على موقع عالم المصارعة على الإنترنت (الإنجليزية)
- روب كونواي على موقع IMDb (الإنجليزية)
- روب كونواي على موقع قاعدة بيانات الفيلم (الإنجليزية)